# Anshun
Anshun (en chino, 安顺; pinyin, Ānshùn) es una ciudad-prefectura en la provincia de Guizhou, República Popular China. Situada aproximadamente a 90 kilómetros de la capital provincial. Situada al este de la Meseta Yunnan-Guizhou. Limita al norte con Bijie, al sur con Qianxinan, al oeste con Liupanshui y al este con Guiyang. Su área es de 9228 km² y su población total para 2010 superó los 2,3 millones de habitantes.

## Administración
la ciudad-prefectura de Anshun está conformada de 6 localidades que se administran en 1 distrito urbano, 2 condados y 3 condados autónomos:
- Distrito Xixiu 西秀区
- Condado Pingba 平坝县
- Condado Puding 普定县
- Condado autónomo Guanling buyizú miáozú 关岭布依族苗族自治县
- Condado autónomo Zhenning buyizú miáozú 镇宁布依族苗族自治县
- Condado autónomo Ziyun miáozú buyizú 紫云苗族布依族自治县

## Historia
Anshun cuenta con una larga historia que data de antes de la dinastía Han del oeste alrededor del 200 a. C. Hay en especial dos periodos en la historia de la cultura de la región: Tunpu y Yelang (夜郎).
El pueblo Tunpu está cerca de la ciudad de Anshun. Tunpu es una localidad con una larga historia que incluye ocho áreas pequeñas. Cada una está conectada con las demás, ya que era un lugar importante en la guerra de la época de la dinastía Ming. La cultura de Tunpu es única y tradicional. En primer lugar, las ropas tradicionales están diseñadas respectivamente, de pies a cabeza, en segundo lugar, 'Nuo' es una especie de drama que se originó en Tunpu, en tercer lugar, las arquitecturas locales de piedra son representativas para la historia de Tunpu.
Cerca de Anshun hay un gran lago llamado Yelang. Es el nombre del famoso emperador Yeland. Yelang era la tribu más grande de las minorías en el sureste de China en la dinastía Han Occidental. Existió durante unos 300 años desde los Reinos Combatientes. Durante la adhesión del emperador Cheng de Han, el último rey de Yelang fue asesinado. Según los registros históricos, el emperador Yelang se encontraba junto al río Zangkeo, que ahora se llama río Beipan, tributario del río Perla.

## Clima
| Parámetros climáticos promedio de Ánshun (1971−2000) | Parámetros climáticos promedio de Ánshun (1971−2000) | Parámetros climáticos promedio de Ánshun (1971−2000) | Parámetros climáticos promedio de Ánshun (1971−2000) | Parámetros climáticos promedio de Ánshun (1971−2000) | Parámetros climáticos promedio de Ánshun (1971−2000) | Parámetros climáticos promedio de Ánshun (1971−2000) | Parámetros climáticos promedio de Ánshun (1971−2000) | Parámetros climáticos promedio de Ánshun (1971−2000) | Parámetros climáticos promedio de Ánshun (1971−2000) | Parámetros climáticos promedio de Ánshun (1971−2000) | Parámetros climáticos promedio de Ánshun (1971−2000) | Parámetros climáticos promedio de Ánshun (1971−2000) | Parámetros climáticos promedio de Ánshun (1971−2000) |
| Mes                                                  | Ene.                                                 | Feb.                                                 | Mar.                                                 | Abr.                                                 | May.                                                 | Jun.                                                 | Jul.                                                 | Ago.                                                 | Sep.                                                 | Oct.                                                 | Nov.                                                 | Dic.                                                 | Anual                                                |
| ---------------------------------------------------- | ---------------------------------------------------- | ---------------------------------------------------- | ---------------------------------------------------- | ---------------------------------------------------- | ---------------------------------------------------- | ---------------------------------------------------- | ---------------------------------------------------- | ---------------------------------------------------- | ---------------------------------------------------- | ---------------------------------------------------- | ---------------------------------------------------- | ---------------------------------------------------- | ---------------------------------------------------- |
| Temp. máx. media (°C)                                | 7.6                                                  | 9.8                                                  | 15.1                                                 | 19.8                                                 | 22.6                                                 | 24.4                                                 | 26.0                                                 | 26.2                                                 | 23.1                                                 | 18.7                                                 | 14.2                                                 | 10.2                                                 | 18.1                                                 |
| Temp. mín. media (°C)                                | 2.1                                                  | 3.4                                                  | 7.1                                                  | 11.7                                                 | 15.2                                                 | 17.9                                                 | 19.2                                                 | 18.7                                                 | 16.1                                                 | 12.4                                                 | 8.1                                                  | 4.1                                                  | 11.3                                                 |
| Precipitación total (mm)                             | 23.0                                                 | 24.2                                                 | 31.2                                                 | 78.7                                                 | 204.8                                                | 289.1                                                | 249.2                                                | 188.7                                                | 125.6                                                | 98.6                                                 | 44.5                                                 | 17.6                                                 | 1375.2                                               |
| Días de precipitaciones (≥ 0.1 mm)                   | 16.5                                                 | 15.4                                                 | 14.8                                                 | 15.9                                                 | 18.6                                                 | 18.8                                                 | 18.6                                                 | 15.2                                                 | 14.8                                                 | 15.9                                                 | 13.5                                                 | 11.2                                                 | 189.2                                                |
| Fuente: Weather China                                |                                                      |                                                      |                                                      |                                                      |                                                      |                                                      |                                                      |                                                      |                                                      |                                                      |                                                      |                                                      |                                                      |